# Étienne Daho
Étienne Daho   (Orà, 14 de gener de 1956) és un cantautor i productor francès.
Prové de l'onada rock de Rennes de principis dels anys 80. Tingué èxits a França gràcies a títols d'estil pop com Le Grand Sommeil, Week-end à Rome, Tombé pour la France ... En aquest estil musical es convertí en una de les referències franceses. Té àlbums coneguts com Pop Satori (1986), Pour nos vies martiennes ( 1988) i Paris elsewhere (1991).
A finals de la dècada de 1990, tot i que optà per exposar-se menys als mitjans de comunicació, assolí èxit de públic i de crítica amb el disc de pop-rock de L'Invitation el 2007, i el Gran Premi SACEM per Les Chansons de l'innocence retrouvée del 2013. Obtingué també la Victòria d'Honor en les Victoires de la Musique 2018 i la Gran Medalla de la Cançó Francesa de l'any 2021 atorgada per l'Académie française.
Étienne Daho, a més, col·laborà amb molts artistes francesos i internacionals com Jacques Dutronc, Charlotte Gainsbourg, Alain Bashung, Françoise Hardy, Daniel Darc, Astrud Gilberto, Saint Étienne, Jane Birkin, Air, Brigitte Fontaine, Jacno, Jeanne Moreau, Bill Pritchard, Orchestral Maneuvers in the Dark, Philippe Katerine, Vanessa Paradis, Catherine Deneuve, Dani, Lio, Lou Doillon, Dominique A, Debbie Harry i Marianne Faithfull.

## Biografia

###### Infància i adolescència
Nat el 14 de gener de 1956, a Orà, llavors l'Algèria francesa. El seu pare Étienne fou un ric hereu cabilienc, soldat de carrera i músic amant de la festa que abandonà la família. La seva mare, Lucie Douma, confià el nen als seus avis, immigrants espanyols que regien una botiga i alhora cafeteria de queviures al petit poble de Cap Falcon, un centre balneari situat a uns vint quilòmetres d'Orà. El negoci, que es convertí en Chez Sonia, i posteriorment fou dirigit per les tietes Rosine i Sonia  . Aquí és on el pare apareix un dia per acomiadar-se del seu fill de quatre anys; no el veurà mai més.
Visqué aquests anys tranquil·lament en un poble costaner, fins que descobrí l'horror quan tornà a la ciutat d'Orà on visqué la violència dels dos últims anys de la guerra d'Algèria (1961 i 1962). Més tard, el nen fou col·locat durant uns mesos en una penosa pensió, dirigida per un individu que l'espantà. Després tornà al poble, Cape Falcon, on continuà l'escolarització en una classe de tres alumnes. Mentre, la seva mare patí per motius administratius ja que no estava legalment divorciada i havia d'obtenir l'acord del seu marit per sortir d'Algèria; per això seguí amb la seva tieta Francine. El mes de setembre de l'any de 1964, el portà a casa seva, a Reims, on li inscriu en un escola religiosa força estricta.

A finals de 1964, el marit de la seva tieta fou traslladat a Rennes, ciutat on la seva mare i dues germanes el van retrobar i s'hi van instal·lar . La seva mare trobà feina com a secretària en una empresa química. Més tard estudià al Collège des Gayeulles, i del 1972 al 1975 al Lycée Chateaubriand; posteriorment es matriculà a la Universitat de Rennes 2 on volia assolir el diploma universitari en arts visuals i un grau en anglès: 
| «               | Vaig anar vagament a la universitat, només per fer els exàmens i encara gràcies... | » |
| — Étienne Daho, |                                                                                    |   |

Sota la influència musical de les seves germanes, descobrí els artistes pop anglesos i Motown. La música es convertí en la seva passiói hi hagué dos discos que el marcaren: The Velvet Underground i Nico i el primer disc de Pink Floyd ( The Piper at the Gates of Dawn ) que li permetrà descobrir Syd Barrett.
Els seus gustos musicals van des de Serge Gainsbourg fins a Velvet Underground, des dels Beach Boys fins al rock.Sovint anà a Londres i Manchester per treballar i descobrir l'escena punk. L'any 1976 començà a escriure cançons.

### Els inicis
Étienne Daho continuà com a estudiant diletant i formà part del seguici d'Hervé Bordier (futur creador de les Transmusicales de Rennes) que aleshores organitzava concerts i exposicions. Daho ho aprofità per crear una associació que havia d'organitzar un concert dels Stinky Toys pel seu aniversari. El concert li permet conèixer Elli Medeiros i Jacno, i entre ells es formà una sòlida amistat. Encoratjat pels seus amics dels grups Marquis de Sade i Stinky Toys, el 1979 debutà a l'escenari de les Transmusicales de Rennes amb el grup Entre les deux fils dénudés de la dynamo i el desembre de 1980 debutà en solitari ja que gravà una maqueta de cinc temes amb l'ajut de Franck Darcel i músics del grup Marquis de Sade. Fou descobert per la discogràfica Virgin i es convertí en un dels primers fitxatges francesos del segell.
L'enregistrament del seu primer disc, Mythomane (1981), tingué lloc a París amb els músics Marquis de Sade i Jacno. Tot i les bones crítiques que tingué a la premsa especialitzada, el disc va passar desapercebut pel gran públic. Però Étienne Daho gravà llavors un nou senzill: Le Grand Sommeil, que aquest cop sí, va tenir un gran èxit, fet que li assegurà un segon àlbum.
Produït per Frank Darcel, l'àlbum La notte, la notte sortí al mercat el mes de març de 1984 i fou il·lustrat per un retrat de Pierre &amp; Gilles . Se'n extreuen dos senzills: Sortir ce soir i Week-end à Rome que serà el seu primer gran èxit.
Feu la seva primera Olympia el 18 d'abril de 1985. L'àlbum obtingué un doble disc d'or amb més de 200.000 exemplars venuts i rebé el Steel Bus com a artista de rock de l'any 1985. A partir d'aquest èxit, gravà un mini àlbum, Tombé pour la France . El videoclip fou dirigit per Jean-Pierre Jeunet, i aconseguí el tretzè lloc del Top 50.
El tercer disc, Pop Satori ( 1986 ), fou gravat a Londres amb el grup Torch Song (el líder del qual William Orbit seria posteriorment el director artístic, entre d'altres, de Blur i Madonna ) i coproduït per Daho i Arnold Turboust . L'enregistrament fou controvertit, ja que William Orbit venia poques vegades a l'estudi i hi enviava el seu gerent per substituir-lo. L'únic membre del grup que participà en la producció artística fou Rico Conning. Étienne Daho i Arnold Turboust decidiren tornar a París per acabar els enregistraments. Amb els senzills Épaule tattoo (el vídeo del qual va ser dirigit per Philippe Gautier ) i Duel au soleil, l'àlbum va rebre crítiques favorables i fou certificat com dics de platí. La premsa especialitzada parlà llavors de “Dahomania». El cantant tingué projectes variats, com la participació en les pel·lícules d'Olivier Assayas i Virginie Thévenet i la producció d'artistes per al seu segell.

### Èxit
Confirmà el seu èxit amb l'àlbum Pour nos vies martiennes (1988), certificat com disc de platí, amb portada signada per Guy Peellaert . Per primera vegada, l'àlbum fou estrenat de forma simultània en vuit països. Fou gravat a Londres i obertament era inspirat en produccions pop britàniques com les del grup The Jesus and Mary Chain. Comptà amb els senzills Bleu comme toi i Des Heures Hindues . La gira Tour Martien donà lloc al disc Live ED i a la pel·lícula Tant pis pour l'Idaho de Bertrand Fèvre, on cantà un duet amb Chris Isaak. Continuà amb col·laboracions musicals amb Arthur Baker i Working Week i també produí discos de Daniel Darc, Bill Pritchard i Lio .
L'àlbum Paris Elsewhere fou gravat a Nova York durant l'estiu de 1991. Carlos Alomar, guitarrista de David Bowie, fou acomiadat al cap d'uns pocs dies de començar els enregistraments i fou substituït per Édith Fambuena de Valentins. El disc fou publicat el desembre de 1991, l'àlbum va vendre més de 500.000 exemplars, amb títols com Saudade, Disaster attractions, Comme un igloo, Un homme à la mer i Les voyages immobiles (amb un vídeo dirigit per Michel Gondry). La gira Tour Paris Ailleurs visità 14 països, i donà lloc a l'àlbum Live Daholympia que fou enregistrat a l'Olympia i que rebé un doble disc d'or.
L'any 1992, posà en marxa el projecte Urgence: 27 artistes pour la recherche contre le sida, un àlbum on reuní els artistes francesos i covers més coneguts. Els guanys (12 milions de francs) foren lliurats en mà per Étienne Daho al professor Luc Montagnier de l'Institut Pasteur. Aquesta acció li implicà en un rumor maliciós de malaltia per sida.
El 1993, ocupà el quart lloc del Top 50 amb una versió d'Édith Piaf, Mon manège à moi, gravada originalment per a la recopilació Piaf-Fréhel, ma grandmother est une rockeuse .
El 1995, produí quatre temes de l'àlbum Genre humaine de Brigitte Fontaine que signà amb la discografica Virgin, produí l'àlbum Faux witness de Jacno i cantà amb Jacques Dutronc Tous les tastes sont dans ma nature ; amb tot, el clip fou prohibit a la televisió perquè es considerà massa provocador. També es traslladà a Londres per compondre el seu nou disc.

### La resurrecció
En 1995, enregistra Reserection (títol irònic amb relació a un rumor que, l'any 1994, anunciava la seva mort a causa de la sida). Brigitte Fontaine va coescriure amb ell el text de Jungle Pulse mentre Étienne Daho va adaptar tres títols de Saint Étienne, Filthy, Suburban Autumn Lieutenant i Paper. Aquest últim va tenir un èxit al Regne Unit amb He's on the Phone ( número 11 en el Top 40), una adaptació de Week-end à Rome. El mateix any, Daho va coproduir l'àlbum Genre humaine de Fontaine, que li suposà el retorn definitiu a l'avantguarda de l'escena francesa.
Després, el 1996, a Londres, escrigué el disc Éden amb Arnold Turboust . Per Daho,era l'oportunitat de crear un èxit, successor de Pop Satori . Trobem entre d'altres a Elli Medeiros, els Comateens, The Swingle Singers i sobretot Astrud Gilberto pel duet Les bords de Seine . Tot i que l'àlbum obtingué un certificat d'or, fou mal rebut per part del públic i en part fou percebut com un fracàs comercial. En canvi, anys després, aquest àlbum barrejat per Mark Stent, és considerat com un dels seus millors enregistraments. El mateix to electrònic del disc portà a Étienne Daho a assumir el repte tècnic i artístic de transposar els mons de l'Eden a l'escenari. És a Jean-Louis Hennequin, ja conegut per les seves col·laboracions amb Barbara, a qui confia la responsabilitat d'aquesta transposició. Aquest enregistrament romangué inèdit, a excepció de la versió en directe de Sur mon cou (amb un text de Jean Genet musicat per Hélène Martin ).
L'any 1998 publicà el seu primer recopilatori <i id="mwAWs">Singles</i>, que va vendre més de 600.000 exemplars, entre els quals l'inèdit Le Premier Jour (Du rest de ta vie) que és una adaptació del títol Ready or Not de Sarah Cracknell. També escrigué L'Autre moi per a Jane Birkin i Le Premier de nous deux per a Sylvie Vartan, Finalment, cantà un duet Dis-lui toi que je t'aime amb Vanessa Paradis i Eucalyptus amb Zazie al recopilatori Ensemble .
L' any 2000, surt l'àlbum Corps et Armes, produït a Londres amb Les Valentins . Classificat com un número 1 en vendes després del seu llançament i obtingué el certificat d'or, impulsat pel single Le Brasier . La seva llarga gira The Endless Summer Tour, seguida del disc Daho Live, feu una parada durant una setmana a l'Olympia on compartí escenari amb Vanessa Daou i al Rex Club en versió acústica.
L'any 2001, tornà a posar-se a l'avantguarda produint i cantant al duet Comme un boomerang, una cançó escrita per Serge Gainsbourg. Obtingué un disc de plata certificat i el títol ocupà el sisè lloc en vendes. El mateix any, Étienne Daho es va convertir en cavaller de l'Ordre del Mèrit.
El 2003 publicà Révolution, un àlbum més fosc que obtingué un certificat d'or. Destaquem el senzill If, un duet amb Charlotte Gainsbourg, i també Marianne Faithfull amb la cançó Les liens d'Éros i el single Retour à toi, un homenatge a les produccions de Phil Spector.. El molt elèctric de Revolution Tour es gravà per a Live Sortir Tonight, i rebé un DVD de platí.
El 2006, vint anys després del seu llançament, Capitol publicà una versió Deluxe de Pop Satori (amb temes i mesclats inèdits de Fischerspooner, entre d'altres). En aquesta ocasió, Étienne Daho tornà a reproduir el disc complet a l'Olympia en el marc del festival Inrockuptibles. El mateix any produí l'àlbum d'Elli Medeiros, i fou nomenat oficial d'Arts i Lletres.

### Èxit de crítica i col·laboracions

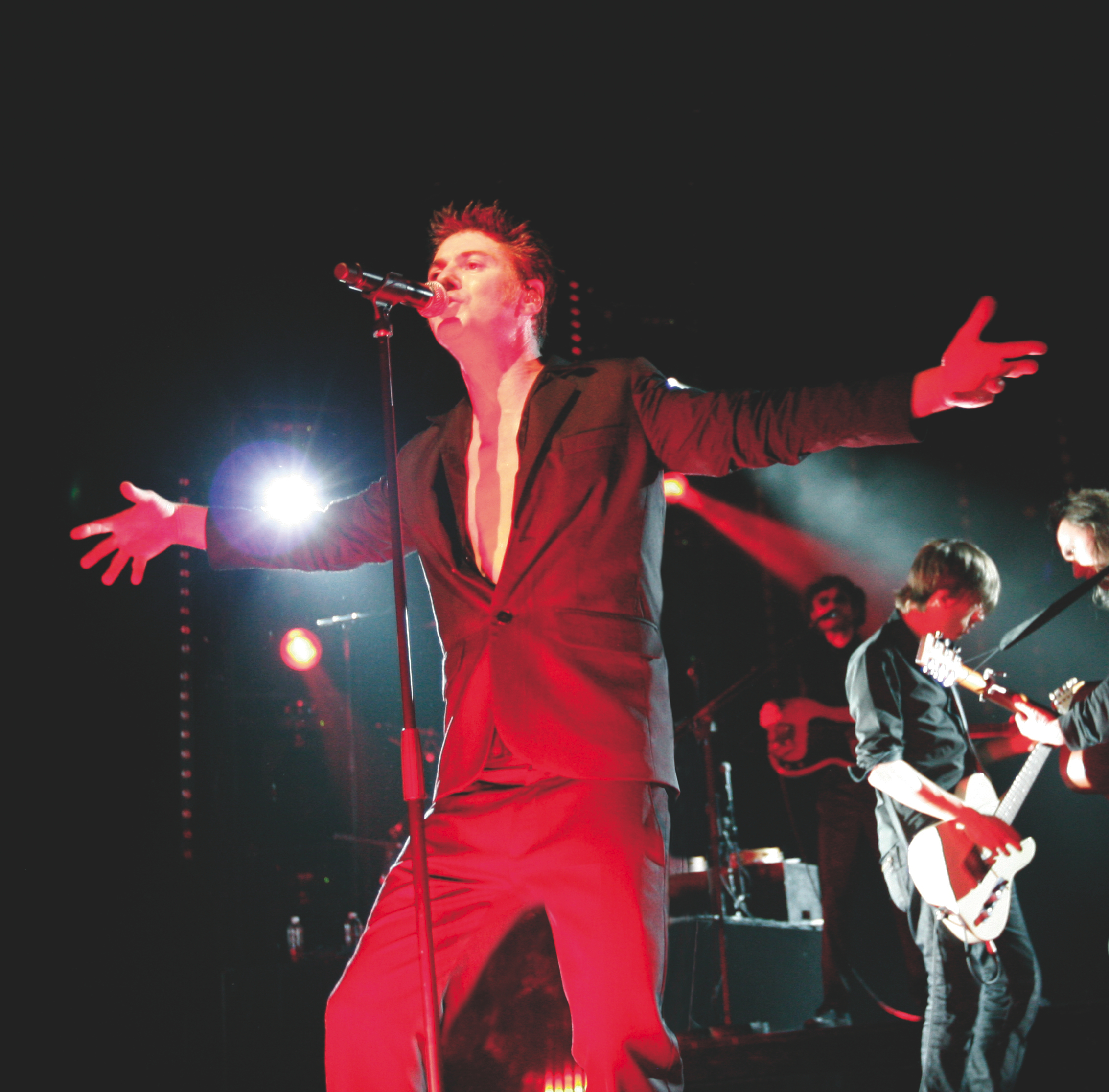
Étienne Daho al concert de l'Olympia de París, juny de 2008.

El 2007, el disc L'Invitation, marcà el retrobament amb Brigitte Fontaine per "Toi Jamais Always", fou produït amb Édith Fambuena i gravat entre Londres, Barcelona, París i Eivissa. Fou elogiat per la premsa i va rebre el premi Victoire de la Musique al disc pop-rock de l'any. Amb el disc, obtingué un certificat de platí.
L'any següent, inicià una gira amb 85 dates, l' Obsession Tour 2008. Visità grans festivals com les Vieilles Charrues, però també l'Olympia i la Salle Pleyel (que donarà lloc al DVD Daho Pleyel Paris ).
Un recull d'homenatge, Tombés pour Daho, es publicà el 2008 amb versions de les seves cançons fetes per Benjamin Biolay, Daniel Darc i Sébastien Tellier . El mes de novembre fou el president del Premi Constantin en homenatge al seu primer editor, Philippe Constantin, i lliurà el premi a Aṣa. També estrenà un nou DVD, An Evening with Daho, que inclou extractes d'un programa especial dedicat al cantant a France 4, duets amb Alain Bashung, Air i Charlotte Gainsbourg.
Durant 2009, s'uní a la gira de Coming Soon i amb Jacques Dutronc per actuar a All tastes are in my nature .
El 2010, feu una breu aparició al vídeo School Trip Bus Crash de Coming Soon, escriví La Prisonnière per a l'àlbum Soleil bleu de Sylvie Vartan, tocà al costat de Vanessa Paradis i cobrí Heathen (the rays) de David Bowie a l'àlbum tribut We were so turned on. El mateix any, amb Jeanne Moreau, publicà l'àlbum Le Condamné à mort (editat pel segell Naïve ), una interpretació del poema Le Condamné à mort de Jean Genet, que havia estat musicat per Hélène Martin l'any 1982.
Tres mesos després del llançament, Étienne Daho signà un contracte amb el segell Polydor Records del grup Universal Music. Patrick Zelnik, president de Naïve, publicà una nota de premsa on criticava el fitxatge del cantant amb Polydor. Valérie Lehoux, periodista de Télérama, assenyalà que Zelnick esperava fitxar el cantant. Hi hagué concerts excepcionals per acompanyar aquest llançament, incloent dues vetllades al prestigiós Théâtre de l'Odéon, fou els dies 23 i 24 de novembre de 2010. Després, al juny i juliol de 2011, anà al Canadà i visità Europa i tornà a París. La gira acabà el 18 de juliol de 2011 amb una actuació triomfal al Festival d'Avinyó .

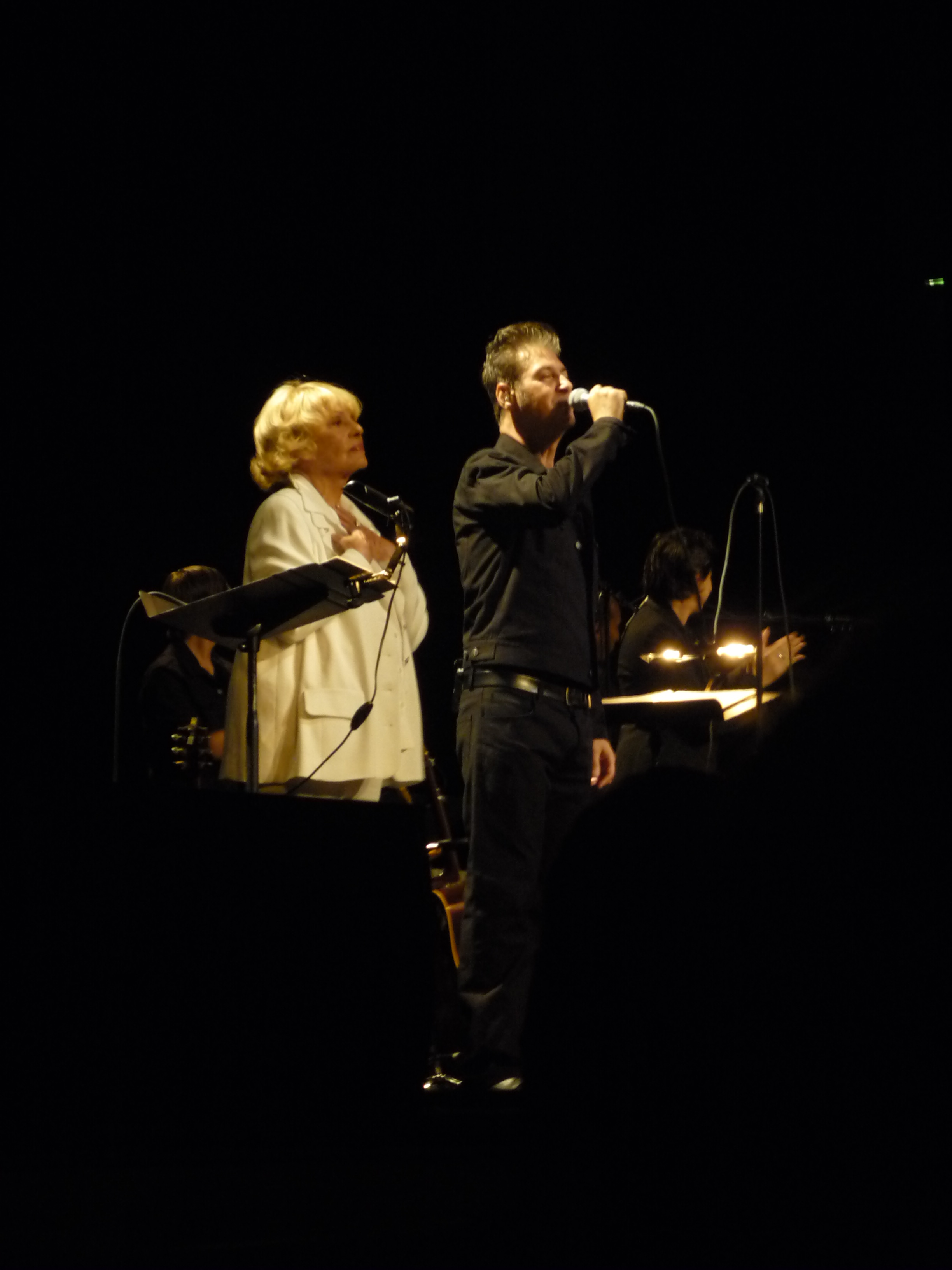
Jeanne Moreau i Étienne Daho a Le Condamné à mort de Jean Genet, interpretada a la Salle Pleyel el juliol de 2011.

El 2011, participà en l'àlbum i concert-homenatge a Jacno, Jacno Future, on reprengué Amoureux solitaires amb Calypso Valois (filla de Jacno i Elli Medeiros ). A l'octubre, publicà un nou recopilatori per celebrar els seus 30 anys de carrera, Monsieur Daho, oferint mescles, noves versions i duets amb Dani, Charlotte Gainsbourg, Jacques Dutronc, Vanessa Paradis, Alain Bashung, Françoise Hardy, Jeanne Moreau, Marianne Faithfull, Jane Birkin, Astrud Gilberto i Catherine Deneuve. També es rediten quatre àlbums en format Deluxe: Mythomane, Pop Satori, Corps et Armes i L'Invitation. Després produí Places, el primer àlbum de Lou Doillon i participà en el primer àlbum de Yan Wagner, el The Only One .

### “El padrí del pop francès»
El 2013, es presentà com el «padrí del pop francès » i gravà un àlbum als mítics estudis Abbey Road. Fou Les Chansons de l'innocence rediscovered, editat per Polydor al mes de novembre. Fou un disc molt celebrat per la premsa, fins al punt de ser considerada la seva millor obra; l'àlbum obtingué un certificat de platí i pujà fins al tercer lloc de vendes. L'àlbum fou coproduït amb Jean-Louis Piérot i Richard Woodcraft, amb la participació de Nile Rodgers, Dominique A, Debbie Harry i Jehnny Beth del grup Savages. Tot plegat permetré al cantant rebre el gran premi SACEM de la cançó francesa. Paral·lelament, per celebrar el 30 aniversari de l'àlbum La notte, la notte, Parlophone publicà un disc doble Deluxe amb molts temes inèdits.
La gira de Diskönoir es retardà fins a la tardor de 2014, després d'una peritonitis que gairebé resultà fatal. La gira comença a la Cité de la Musique. En aquesta ocasió, s'envoltà de personalitats del pop francès a la Salle Pleyel. Per immortalitzar la gira, Polydor publicà Diskönoir Live al desembre.

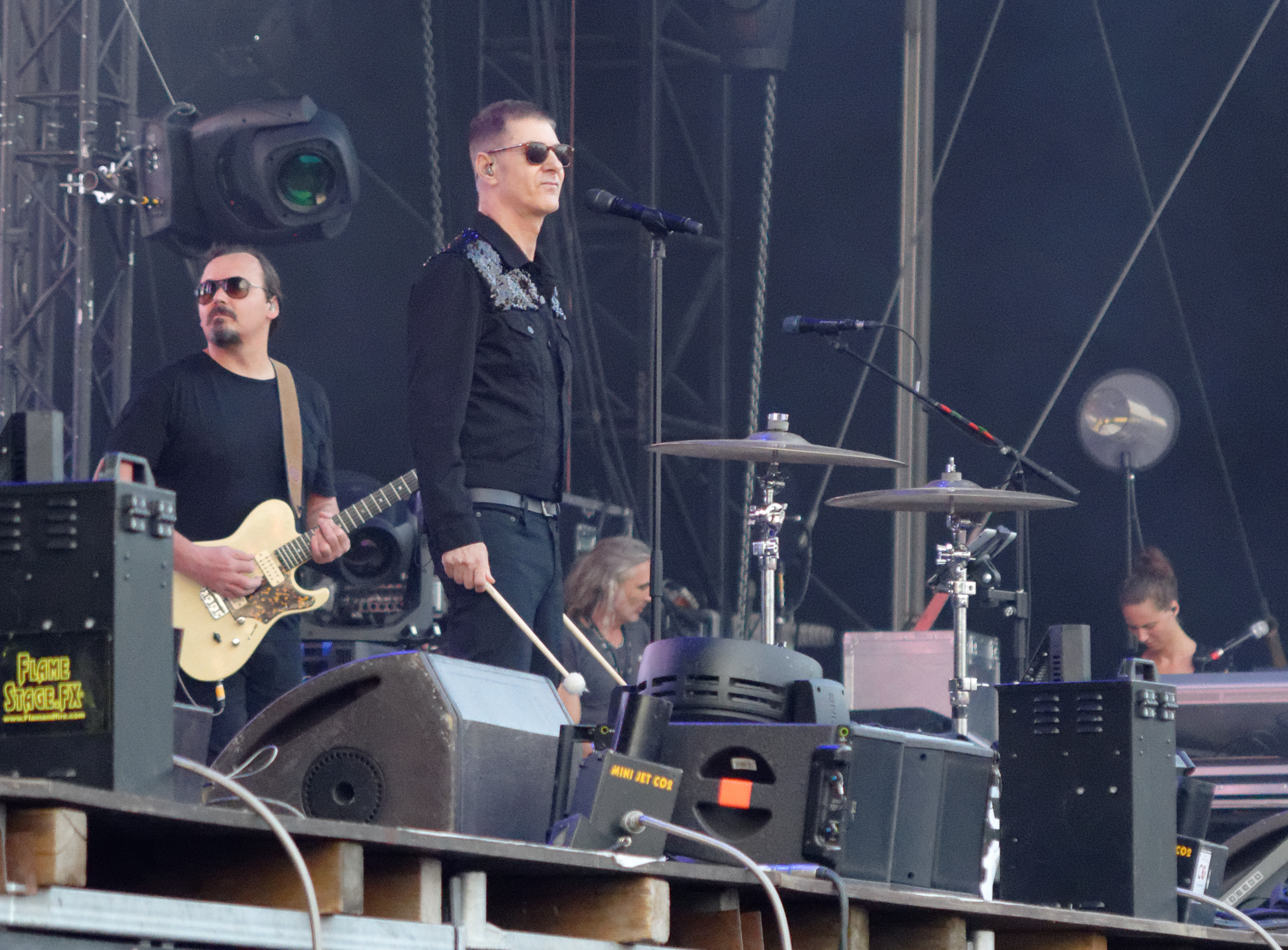
Étienne Daho a l'escenari de les Eurockéennes de Belfort, l'estiu de 2015.

L'any 2015 participà a l'àlbum Creatures de l'artista electrònix Rone . L'escena electrònica li feu un homenatge amb el disc Pistes noirs que recull disset dels seus títols més emblemàtics. D' Eurockéennes a Rock en Seine, continuà amb èxit la gira de Diskönoir durant l'estiu del 2015. El 6 novembre Parlophone publicà un recull de trenta-sis títols, L'Homme qui marche. A finals del 2015, el canal de televisió Arte li va dedicar una vetllada composta per un documental d'Antoine Carlier i el concert de London Daho.
El 3 abril de 2016, fou convidat per John Cale per interpretar I'll Be Your Mirror durant la celebració del disc The Velvet Underground and Nico a la Philharmonie de París.
El 2017, exposà les seves fotografies en el marc del festival Midi a Hyères. El 4 desembre de 2017, al teatre Odéon, tingue lloc una vetllada en homenatge a Jeanne Moreau. L'actriu llegà tots els seus béns a un fons que porta el seu nom a favor de la transmissió de la cultura i l'accés dels infants al teatre i al cinema. Étienne Daho va ser nomenat per l'actriu com a administrador i ambaixador d'aquest fons.
Del 5 desembre de 2017 al 29 abril 2018, la Philharmonie de París organitzà una exposició fotogràfica i musical titulada Daho l'aime pop! que traçà la trajectòria de la cançó popular a través dels ulls del cantant.Un nou àlbum, Blitz, fou enregistrat a Londres amb l'ajuda de Fabien Waltmann i el grup Unloved el mes de novembre 2017 i fou certificat com d'or en el seu llançament. Fou elogiat per unanimitat per la premsa i Daho aparegué a la portada de nou revistes. D'aquest àlbum se'n extreuen quatre senzills: Els flocs de neu de l'estiu , El jardí, Després del blitz i L'espurna . Alguns títols són remesclats per Sebastian, Yan Wagner, Vitalic o, fins i tot, per Pierre Rousseau de Paradis i foren recopilats en un maxi vinil titulat Welcome to the club.
L'editorial RVB Books publicà Avant la vague, una obra que recorregué els inicis de Daho a Rennes. Fou il·lustrat amb fotografies de Pierre René-Worms. El text fou escrit per Sylvie Coma. El 9 febrer de 2018, les Victoires de la Musique li concediren una Victòria d'Honor per tota la seva trajectòria. El Blitz Tour començà l' 11 juny i acabà el 21 desembre a Rennes on s'enregistrà i filmà el concert.
El 2019, Étienne va visitar Londres i Berlín per a dos concerts i fou nominat a les Victoires de la Musique en la categoria “artista masculí de l'any". Étienne fou convidat a cantar duets als àlbums de Christophe ( Le Petit Gars ), Keren Ann (La ligne ligne), Malik Djoudi (À tes mots), Bill Pritchard (Luck), The Limiñanas (One Blood Circle). També dirigí i componsà la música del conte L'aneguet lleig d'Andersen, narrat per Arnaud Valois i estrenat per Gallimard el 7 octubre.
Finalment, per celebrar els vint anys del disc més important, l' Éden Daho Tour, recorregué França d'octubre 2019 a gener de 2020, passant per la Philharmonie, la Salle Pleyel i l'Olympia de París.
Amb motiu de l'edició del Disquaire Day de la qual Daho en fou patrocinador, publicà Surf, un projecte de portada inacabat, gravat els anys 2004 i 2005, i finalment abandonat. L'èxit del llançament de Surf en dos volums animà Parlophone a llançà oficialment el projecte el mes de juny de 2020.
Jean-Louis Pierrot i Étienne Daho compongueren i produiren l'àlbum de Jane Birkin Oh! Ho sento, estaves dormint..., per al qual Birkin escrigué els textos. L'àlbum es publica l' 11 desembre.
El 2023 publicà un nou títol, Boyfriend. Fou enregistrat en part als estudis Abbey Road de Londres i a l'estudi Motorbass de París, l'àlbum compta amb molts convidats ( Vanessa Paradis, Jade Vincent, Unloved (en)</link> , Moïse Turizer, Yan Wagner, Italoconnection, Global Network, Doriand, Calypso Valois, Lou Lesage, Fabien Waltmann). Va ascendir directament al número u en vendes d'àlbums i va obtenir crítiques favorables. L'àlbum està disponible en una edició Deluxe Tirer la nuit sur lesétoiles / Only For You que reuneix remixos i elements inèdits de nou en col·laboració amb el grup Unloved.
Participà en la il·lustració sonora d'una part de l'exposició Forever Sixties, inaugurada el 9 de juny al Couvent des Jacobins de Rennes. També participà a Coeur Sacré, l'àlbum d'homenatge a Daniel Darc, amb una versió de la cançó Je suis déjà parti i també donà la resposta a Isabelle Adjani amb Samouraïl.
El 3 de febrer de 2024 tingué lloc a l'Olympia un homenatge a Jane Birkin. Al costat de Charlotte Gainsbourg, Lou Doillon, Vanessa Paradis, Jarvis Cocker, Beth Gibbons, Marion Cotillard, Catherine Ringer i Thomas Dutronc, entre d'altres, Étienne tocà al costat de Fanny Ardant en una versió d' Oh pardon tu dormais.

### Vida privada
Étienne Daho és pare d'un fill que tingué als 17 anys i amb qui ja no està en contacte. Diu no sentir la pèrdua de no haver conegut aquest fill. Fins i tot esmentà en una entrevista la possibilitat d'haver tingut altres fills «donada la vida que portava».
En entrevistes, com en diverses de les seves cançons, parlà de la seva bisexualitat, però sempre reclamà una certa reserva sobre aquest tema.
Com a curiositat, visqué a Montmartre, en un edifici utilitzat per Buffalo Bill durant la seva gira europea el 1905.

## Tours
- 1986: Satori Tour (octobre, novembre, décembre)
- 1989: Tour martien (janvier, février, mars, avril)
- 1992: Tour de Paris et d'ailleurs (octobre, novembre, décembre)
- 1993: The Paris ailleurs Tour (mars, avril, mai, juin, juillet)
- 1997-1998: Kaleïdoscope Tour (novembre, décembre, mars, avril)
- 2000-2001: Tour De L'Eté Sans Fin (novembre, décembre, mars, avril, mai)
- 2004: Réévolution Tour (mars, avril, juin)
- 2008: Obsession Tour (mars, avril, mai, juin, juillet, novembre, décembre)
- 2010-2011: Le Condamné  de Jean Genet avec Jeanne Moreau (décembre, juin, juillet)
- 2014: Cycle Domaine Privé[61] Une Jeunesse Moderne à la Cité de la musique et à la Salle Pleyel (Plantilla:1er, 5 et 8 juillet)
- 2014-2015: Diskönoir Tour
- 2018: BlitzTour
- 2019-2020: Éden Daho Tour
- 2023-2024: Étienne Daho Show (novembre, décembre 2023, mai 2024 puis festival 2024)

## Àlbums d'estudi
- 1981 Mythomane
- 1984 La Notte, la notte
- 1986 Pop Satori
- 1988 Pour nos vies martiennes
- 1991 Paris ailleurs
- 1995 Réserection con Saint Etienne
- 1996 Eden
- 2000 Corps et Armes
- 2003 Réévolution
- 2007 L'Invitation
- 2010 Le condamné à mort con Jeanne Moreau
- 2013 Les chansons de l'innocence retrouvée

## Miniàlbums
- 1985: Tombé pour la France
- 1995: Résérection con Saint Etienne
- 2007: Be My Guest Tonight
- 2008: Daho Showcon Air, Alain Bashung, Charlotte Gainsbourg, Elli Medeiros, Dani.
- 2010: Pleased To Meet You  con Coming Soon, Jane Birkin, Camille et Katerine

## Àlbums en viu
- 1989: Live Ed
- 1993: Daholympia
- 2001: Daho Live
- 2005: Sortir ce soir
- 2009: Daho Pleyel Paris

## Senzills
- 1981: Il Ne Dira Pas
- 1982: Le grand Sommeil
- 1983: Sortir Ce Soir
- 1984: Week End A Rome
- 1985: Tombé Pour La France
- 1986: Epaule Tattoo
- 1987: Duel Au Soleil
- 1988: Bleu Comme Toi
- 1988: Des Heures Hindoues
- 1989: Carribean Sea
- 1989: Stay With Me UK
- 1989: Le grand Sommeil (Live)
- 1990: Le Plaisir De Perdre (Live)
- 1991: Saudade
- 1992: Des Attractions Désastre
- 1992: Les Voyages Immobiles
- 1992: Comme Un Igloo
- 1993: Un Homme A La Mer
- 1993: Mon Manège A Moi
- 1995: Tous Les Goûts Sont Dans Ma Nature con Jacques Dutronc
- 1995: Jungle Pulse (escrit per Brigitte Fontaine)
- 1996: He's On The Phone amb Saint Etienne
- 1996: Au Commencement
- 1997: Me Manquer
- 1997: Soudain
- 1997: Les Bords De Seine amb Astrud Gilberto
- 1998: Le Premier Jour (du reste de ta vie)
- 1999: Idéal
- 1999: Sur Mon Cou (live)
- 2000: Le Brasier
- 2000: La Nage Indienne
- 2000: Rendez-Vous A Védra
- 2001: Ouverture
- 2001: Comme Un Boomerang amb Dani
- 2003: Retour A Toi
- 2003: If en duo con Charlotte Gainsbourg
- 2004: Réévolution
- 2005: Sortir Ce Soir (versió de 2005)
- 2006: Tombé pour la France ( Fischerspooner's Remix)
- 2006: Le grand Sommeil ( Sweetlight's Remix)
- 2007: L'Invitation
- 2008: Obsession
- 2008: La Vie Continuera
- 2008: L'Adorer
- 2009: Le grand Sommeil en duo amb Katerine

## Vídeos i DVD's
- 1986: Une Nuit Satori à l'Olympia - VHS
- 1991: Paris Ailleurs - VHS
- 1993: Daholympia - VHS
- 1998: Intégrale des Clips - VHS/DVD
- 2001: Daho Live - VHS/DVD
- 2005: Sortir Ce Soir - DVD
- 2008: An Evening with Daho - DVD
- 2009: Daho Pleyel Paris - DVD